# Pembroke Park
Pembroke Park é uma vila localizada no estado americano da Flórida, no condado de Broward. Foi incorporada em 1957.

## Geografia
De acordo com o United States Census Bureau, a cidade tem uma área de 4,3 km², onde 3,5 km² estão cobertos por terra e 0,7 km² por água.

### Localidades na vizinhança
O diagrama seguinte representa as localidades num raio de 8 km ao redor de Pembroke Park.

## Demografia
Segundo o censo nacional de 2010, a sua população é de 6 102 habitantes e sua densidade populacional é de 1 732,35 hab/km². Possui 3 695 residências, que resulta em uma densidade de 1 049 residências/km².